# 24153 Davidalex
24153 Davidalex è un asteroide della fascia principale. Scoperto nel 1999, presenta un'orbita caratterizzata da un semiasse maggiore pari a 2,5181463 UA e da un'eccentricità di 0,0848887, inclinata di 3,36151° rispetto all'eclittica.